# Strada statale 270 dell'Ischia Verde
La strada provinciale ex SS 270 Anello dell'Isola Verde (SP ex SS 270), già Strada statale 270 dell'Ischia Verde (SS 270), è una strada provinciale italiana, che funge da circumvallazione dell'isola d'Ischia.

## Percorso
Il tracciato ha inizio nei pressi del porto di Ischia e la prima parte del suo tracciato è rappresentata da una variante che evita l'attraversamento del centro abitato di Ischia, ricongiungendosi col tracciato originale a sud-ovest della città. Uscendo dal suo territorio comunale, effettua la parte meridionale del giro dell'isola, attraversando il comune di Barano d'Ischia e quello di Serrara Fontana. Proseguendo nel suo tracciato, compie l'arco occidentale all'interno del comune di Forio dove la strada costeggia per la prima volta il mare. A nord dell'isola la strada attraversa Lacco Ameno e Casamicciola Terme, dove funge da litoranea.
Nei pressi del porto si ha l'innesto della ex strada statale 270/racc dell'Ischia Verde che conduce al porto stesso, prima di concludere il suo percorso ad anello al punto di partenza iniziale.
In seguito al decreto legislativo n. 112 del 1998, dal 17 ottobre 2001 la gestione è passata dall'ANAS alla Regione Campania, che nella stessa data ha ulteriormente devoluto le competenze alla ex Provincia di Napoli, dal 2015 è gestita dalla città metropolitana.

## Strada statale 270 racc dell'Ischia Verde
La ex strada statale 270 racc dell'Ischia Verde (SS 270 racc), ora strada provinciale ex SS 270 racc Raccordo Ischia Porto (SP ex SS 270 racc), è una strada provinciale italiana di servizio al porto d'Ischia.
Rappresenta la diramazione della ex strada statale 270 dell'Ischia Verde che raggiunge il porto d'Ischia con un tracciato misurato in appena 416 metri.
In seguito al decreto legislativo n. 112 del 1998, dal 17 ottobre 2001 la gestione è passata dall'ANAS alla Regione Campania, che nella stessa data ha ulteriormente devoluto le competenze alla ex Provincia di Napoli, dal 2015 è gestita dalla città metropolitana..